# Greifenberg
Greifenberg este o comună din districtul Landsberg am Lech, regiunea administrativă Bavaria Superioară, landul Bavaria, Germania.